# Championnats du monde de gymnastique artistique 2003
Navigation
Édition précédente Édition suivante
Les 37e championnats du monde de gymnastique artistique ont eu lieu à Anaheim aux États-Unis du 16 au 24 août 2003.

## Résultats hommes

### Concours par équipes
| Rang | Pays         | Membres | Total   |
| ---- | ------------ | --- | ------- |
| 1    | Chine        | Huang Xu, Li Xiaopeng, Teng Haibin, Xiao Qin, Xing Aowei, Yang Wei                                                                                      | 171.996 |
| 2    | États-Unis   | Raj Bhavsar, Jason Gatson, Morgan Hamm, Paul Hamm, Brett McClure, Blaine Wilson                                                                         | 171.121 |
| 3    | Japon        | Takehiro Kashima, Hiroyuki Tomita, Naoya Tsukahara, Tatsuya Yamada                                                                                      | 170.708 |
| 4    | Russie       | Georgi Grebenkov, Nikolai Kryukov, Aleksey Bondarenko, Aleksey Nemov, Evgueni Krylov, Maksim Deviatovski, Evgueni Podgorny                              | 168.771 |
| 5    | Roumanie     | Marius Daniel Urzică, Daniel Nicolae Potra, Ioan Silviu Suciu, Ioan Constantin Covaci, Calin Codrut Nemes-Bufu, Răzvan Dorin Şelariu, Marian Drăgulescu | 167.909 |
| 6    | Corée du Sud | Tae Seok-yang, Kim Dae-eun, Cho Seong-min, Lee Sun-sung, You Won-kil, Shin Hyung-ook, Yang Tae-young                                                    | 166.283 |
| 7    | France       | Éric Casimir, Cédric Guille, Johan Mounard, Florent Marée, Pierre Yves Bény, Dimitri Karbanenko, Gaétan Dupont                                          | 165.546 |
| 8    | Ukraine      | Roman Zozulya, Oleksandr Svitlichn, Ruslan Myezyentsev, Andriy Mykaylichenko, Valeriy Honcharov, Oleksandr Beresh, Serhiy Vialtsev                      | 165.108 |

### Concours général individuel
| Rang | Gymnaste             | Total  |
| ---- | -------------------- | ------ |
| 1    | Paul Hamm            | 57.774 |
| 2    | Yang Wei             | 57.710 |
| 3    | Hiroyuki Tomita      | 57.435 |
| 4    | Yernar Yerimbetov    | 57.286 |
| 5    | Eric Lopez Rios      | 56.611 |
| 6    | Marian Drăgulescu    | 56.574 |
| 7    | Naoya Tsukahara      | 56.386 |
| 8    | Jason Gatson         | 56.348 |
| 9    | Roman Zozulya        | 56.161 |
| 10   | Ruslan Myezyentsev   | 55.724 |
| 11   | Aleksey Bondarenko   | 55.599 |
| 12   | Yang Tae-young       | 55.523 |
| 13   | Sven Kwiatkowski     | 55.486 |
| 14   | Denis Savenkov       | 55.474 |
| 15   | Andreas Schweizer    | 55.360 |
| 16   | Victor Cano          | 55.336 |
| 17   | Pavel Gofman         | 55.161 |
| 18   | Dimitri Karbanenko   | 55.024 |
| 19   | Rafael Martínez      | 55.011 |
| 20   | David Kikuchi        | 54.424 |
| 21   | Dorin Razvan Selariu | 53.711 |
| 22   | Alexander Jeltkov    | 52.298 |
| 23   | Jordan Jovtchev      | 42.437 |
| 24   | Evgueni Podgorny     | 35.211 |

### Finales par engins

#### Sol
| Rang | Gymnaste          | Total |
| ---- | ----------------- | ----- |
| 1    | Paul Hamm         | 9.762 |
| 1    | Jordan Jovtchev   | 9.762 |
| 3    | Kyle Shewfelt     | 9.737 |
| 4    | Diego Hypólito    | 9.662 |
| 4    | Marian Drăgulescu | 9.662 |
| 6    | Igors Vihrovs     | 9.612 |
| 7    | Robert Gal        | 9.487 |
| 8    | Shu Wai Ng        | 9.475 |

#### Cheval d'arçon
| Rang | Gymnaste             | Total  |
| ---- | -------------------- | ------ |
| 1    | Teng Haibin          | 9.762* |
| 1    | Takehiro Kashima     | 9.762* |
| 3    | Nikolai Kryukov      | 9.725  |
| 4    | Ioan Silviu Suciu    | 9.712  |
| 5    | Marius Daniel Urzică | 9.650  |
| 6    | Ivan Ivankov         | 9.575  |
| 7    | Xiao Qin             | 9.350  |
| 8    | Éric Casimir         | 9.150  |

#### Anneaux
| Rang | Gymnaste             | Total  |
| ---- | -------------------- | ------ |
| 1    | Jordan Jovtchev      | 9.787* |
| 1    | Dimosthenis Tampakos | 9.787* |
| 3    | Matteo Morandi       | 9.700* |
| 3    | Andrea Coppolino     | 9.700* |
| 5    | Tatsuya Yamada       | 9.687  |
| 6    | Blaine Wilson        | 9.675  |
| 7    | Jason Gatson         | 9.662  |
| 8    | Pierre-Yves Bény     | 9.600  |

#### Saut
| Rang | Gymnaste           | Total |
| ---- | ------------------ | ----- |
| 1    | Li Xiaopeng        | 9.818 |
| 2    | Marian Drăgulescu  | 9.687 |
| 3    | Kyle Shewfelt      | 9.612 |
| 4    | Abel Driggs Santos | 9.537 |
| 4    | Robert Gal         | 9.537 |
| 6    | Ioan Silviu Suciu  | 9.443 |
| 7    | Diego Hypólito     | 9.387 |
| 8    | Anton Golotsutskov | 9.150 |

#### Barres parallèles
| Rang | Gymnaste        | Total  |
| ---- | --------------- | ------ |
| 1    | Li Xiaopeng     | 9.825  |
| 2    | Huang Xu        | 9.762* |
| 2    | Alexei Nemov    | 9.762* |
| 4    | Naoya Tsukahara | 9.675  |
| 5    | Cho Seong-min   | 9.637  |
| 6    | Blaine Wilson   | 9.625  |
| 7    | Eric López Ríos | 9.575  |
| 8    | Mitja Petkovšek | 9.562  |

#### Barre fixe
| Rang | Gymnaste          | Total |
| ---- | ----------------- | ----- |
| 1    | Takehiro Kashima  | 9.775 |
| 2    | Igor Cassina      | 9.750 |
| 3    | Alexei Nemov      | 9.737 |
| 4    | Philippe Rizzo    | 9.700 |
| 5    | Li Xiaopeng       | 9.662 |
| 6    | Alexander Jeltkov | 9.187 |
| 7    | Ivan Ivankov      | 8.762 |
| 8    | Florent Marée     | 8.600 |

## Résultats femmes

### Concours général par équipe
| Rang | Pays       | Membres | Total   |
| ---- | ---------- | --- | ------- |
| 1    | États-Unis | Courtney Kupets, Terin Humphrey, Chellsie Memmel, Carly Patterson, Tasha Schwikert, Hollie Vise                              | 112.573 |
| 2    | Roumanie   | Oana Ban, Alexandra Eremia, Florica Leonida, Aura Andreea Munteanu, Cătălina Ponor, Monica Roşu                              | 110.833 |
| 3    | Australie  | Monette Russo, Allana Slater, Belinda Archer, Jacqueline Dunn, Danielle Kelley, Stephanie Moorehouse                         | 110.335 |
| 4    | Chine      | Li Ya, Zhang Nan, Fan Ye, Xin Kang, Lin Li, Zhang Yufei, Wang Tiantian                                                       | 110.259 |
| 5    | Espagne    | Tania Gener, Mónica Mesalles, Elena Gómez, Patricia Moreno, Sara Moro, Lenika de Simone, Laura Campos                        | 109.722 |
| 6    | Russie     | Polina Miller, Natalia Ziganchina, Svetlana Khorkina, Maria Krioutchkova, Elena Zamolodchikova, Elena Anochina, Anna Pavlova | 108.985 |
| 7    | Ukraine    | Alina Kozich, Inna Teslenko, Irina Yarotska, Iryna Krasnianska, Alona Kvasha, Maryna Proskurina, Natalia Sirobaba            | 108.235 |
| 8    | Brésil     | Lais Souza, Daiane dos Santos, Ana Paula Rodrigues, Thais Silva, Daniele Hypólito, Caroline Molinari, Camila Comin           | 107.297 |

### Concours général individuel
| Rang | Gymnaste                | Total  |
| ---- | ----------------------- | ------ |
| 1    | Svetlana Khorkina       | 38.124 |
| 2    | Carly Patterson         | 37.936 |
| 3    | Zhang Nan               | 37.624 |
| 4    | Irina Yarotska          | 37.311 |
| 5    | Elena Gómez             | 37.286 |
| 6    | Oana Mihaela Ban        | 37.262 |
| 7    | Xin Kang                | 37.162 |
| 8    | Chellsie Memmel         | 36.974 |
| 8    | Alina Kozich            | 36.974 |
| 10   | Anna Pavlova            | 36.736 |
| 11   | Émilie Le Pennec        | 36.449 |
| 12   | Monette Russo           | 36.386 |
| 13   | Allana Slater           | 36.362 |
| 14   | Kylie Stone             | 36.249 |
| 15   | Aura Andreea Munteanu   | 36.074 |
| 16   | Monica Bergamelli       | 36.037 |
| 17   | Suzanne Harmes          | 35.936 |
| 18   | Leyanet González Calero | 35.886 |
| 19   | Camila Comin            | 35.800 |
| 20   | Daria Bijak             | 35.549 |
| 21   | Aagje Vanwalleghem      | 35.499 |
| 22   | Patricia Moreno         | 35.386 |
| 23   | Ayaka Sahara            | 35.161 |
| 24   | Daniele Hypólito        | 3.287  |

#### Saut
| Rank | Athlete                 | Points |
| ---- | ----------------------- | ------ |
| 1    | Oksana Chusovitina      | 9.481  |
| 2    | Kang Yun Mi             | 9.443  |
| 2    | Elena Zamolodchikova    | 9.443  |
| 4    | Monica Roşu             | 9.374  |
| 5    | Anna Pavlova            | 9.356  |
| 6    | Coralie Chacon          | 9.306  |
| 7    | Leyanet González Calero | 9.275  |
| 8    | Alona Kvasha            | 9.031  |

#### Barres asymétriques
| Rang | Gymnaste          | Total |
| ---- | ----------------- | ----- |
| 1    | Hollie Vise       | 9.612 |
| 1    | Chellsie Memmel   | 9.612 |
| 3    | Elizabeth Tweddle | 9.512 |
| 4    | Pyon Kwang-Sun    | 9.500 |
| 5    | Lin Li            | 9.350 |
| 6    | Irina Yarotska    | 9.300 |
| 7    | Iryna Krasnianska | 8.875 |
| 8    | Fan Ye            | 8.525 |

#### Poutre
| Rang | Gymnaste          | Total |
| ---- | ----------------- | ----- |
| 1    | Fan Ye            | 9.812 |
| 2    | Cătălina Ponor    | 9.587 |
| 3    | Ludmila Ezhova    | 9.550 |
| 4    | Li Ya             | 9.450 |
| 5    | Elena Gómez       | 8.887 |
| 6    | Chellsie Memmel   | 8.837 |
| 7    | Iryna Krasnianska | 8.550 |
| 8    | Monette Russo     | 8.537 |

#### Sol
| Rang | Gymnaste              | Total |
| ---- | --------------------- | ----- |
| 1    | Daiane Dos Santos     | 9.737 |
| 2    | Cătălina Ponor        | 9.700 |
| 3    | Elena Gomez           | 9.675 |
| 4    | Aura Andreea Munteanu | 9.400 |
| 5    | Émilie Le Pennec      | 9.387 |
| 6    | Suzanne Harmes        | 9.287 |
| 7    | Anna Pavlova          | 9.237 |
| 8    | Alona Kvasha          | 7.687 |

## Tableau des médailles
| Rang | Nation        | Or | Argent | Bronze | Total |
| ---- | ------------- | -- | ------ | ------ | ----- |
| 1    | Chine         | 5  | 2      | 1      | 8     |
| 2    | États-Unis    | 5  | 2      |        | 7     |
| 3    | Japon         | 2  |        | 2      | 4     |
| 4    | Bulgarie      | 2  |        |        | 2     |
| 5    | Russie        | 1  | 2      | 3      | 6     |
| 6    | Brésil        | 1  |        |        | 1     |
| 6    | Grèce         | 1  |        |        | 1     |
| 6    | Ouzbékistan   | 1  |        |        | 1     |
| 9    | Roumanie      |    | 4      |        | 4     |
| 10   | Italie        |    | 1      | 2      | 3     |
| 11   | Corée du Nord |    | 1      |        | 1     |
| 12   | Canada        |    |        | 2      | 2     |
| 13   | Espagne       |    |        | 1      | 1     |
| 13   | Royaume-Uni   |    |        | 1      | 1     |
| 13   | Australie     |    |        | 1      | 1     |